# Sunday Bloody Sunday (U2)
Sunday Bloody Sunday is de derde single van het U2 album War uit 1983. Het is een van U2’s meest politiekgerichte nummers. De tekst van het nummer beschrijft de situatie van de problemen in Noord-Ierland.
Terwijl dit nummer uitsluitend op single werd uitgebracht in Nederland, België en Duitsland, werd in alle overige landen het nummer Two Hearts Beat As One op single uitgebracht.

## Achtergrond
In Nederland was de liveversie van deze plaat op vrijdag 13 september 1985 Veronica Alarmschijf op Hilversum 3 en werd een gigantische hit in de destijds drie landelijke hitlijsten op de nationale publieke popzender. De plaat bereikte de 3e positie in zowel de Nederlandse Top 40 als de Nationale Hitparade en de 4e positie in de TROS Top 50. In de Europese hitlijst op Hilversum 3, de TROS Europarade, werd de 34e positie bereikt.
In België bereikte de plaat de 11e positie in de voorloper van de Vlaamse Ultratop 50 en de 17e positie in de Vlaamse Radio 2 Top 30. In Wallonië werd géén notering behaald.
Sinds de allereerste editie in december 1999 staat de plaat steevast genoteerd in de hogere regionen van de NPO Radio 2 Top 2000 van de Nederlandse publieke radiozender NPO Radio 2, met als hoogste notering tot nu toe een 13e positie in 2000.

## Ontstaan nummer
Het nummer ontstond toen gitarist The Edge (U2) in 1982 een gitaarloopje en tekst bedacht voor hun nieuwe album terwijl Bono en zijn vrouw Ali Hewson op huwelijksreis waren in Jamaica. Door ruzie met zijn vriendin en twijfels vanwege zijn eigen schrijfkwaliteiten, uitte The Edge zijn frustratie in een stuk muziek. In deze fase had het nummer nog geen titel of refrein, alleen een thema. Nadat Bono de tekst had uitgewerkt, werd het nummer opgenomen. Een violist, Steve Wickham, vroeg aan The Edge terwijl die bij een bushalte stond te wachten, of U2 geen viool nodig had voor hun nieuwe album. The Edge ging akkoord, en zo werd ook de elektrische viool toegevoegd aan het nummer.

## Structuur en tekst
De studioversie van het nummer begint met legerachtige drums en het elektrische-viooldeel. Het agressieve drumritme lijkt erg op de drums die worden gebruikt om een groep soldaten in de pas te laten lopen. Hierna valt de gitaar van The Edge in, waarna ook de tekst begint. Naarmate het nummer vordert, worden de tekst en het gitaarspel meer agressief. Het refrein, waar Bono zingt over hoop, staat in contrast met de gewelddadige aard van de coupletten. Tijdens het refrein zorgt de achtergrondzang van The Edge als een soort harmonische echo.
De band heeft verklaard dat de tekst gaat over twee Anglo-Ierse bloedbaden, in 1920 en 1972, (die bekendstaan als Bloody Sunday) en andere soortgelijke gewelddadigheden. De tekst wordt bezongen vanuit het standpunt van iemand die al het geweld in zijn omgeving veracht. Eerdere versies van Sunday Bloody Sunday begonnen met de zin “Don’t talk to me about the rights of the IRA, UDA”. Uiteindelijk is besloten dat deze, wel erg politiek geladen zin, vervangen moest worden. Het lied eindigt met de boodschap aan de Ieren dat ze moeten stoppen met het geweld.

## Reacties
Om de groep te beschermen zijn sommige van de teksten van The Edge, die te veel de nadruk legden op het gewelddadige, geschrapt. Maar zelfs zonder deze teksten vonden sommige luisteraars het een protestlied, zelfs een dat de gebeurtenissen van de twee “Bloody Sundays” verheerlijkte en dat door sommigen werd gezien als een Rebel Song (een Iers nationalistisch lied, dat op de Britse radio in de jaren 80 verboden was). Vandaar dat Bono bij liveconcerten het lied introduceerde met de leuze "This is not a rebel song!"
Commercieel gezien had de single het grootste succes in Nederland. Hij behaalde de derde positie in de Top 40. Reacties waren meestal positief. In het Ierse magazine Hot Press, werd geschreven dat het nummer vanuit een breed perspectief is gezongen. In een ander blad stond dat het drumwerk van Larry Mullen jr de toon zette voor dit nummer. In het muziekblad Rolling Stone staat het nummer in de lijst van de 500 beste nummers aller tijden.

## Hitnoteringen

### Nederlandse Top 40
| "Sunday Bloody Sunday" in de Nederlandse Top 40 - binnen: 21-09-1985 | "Sunday Bloody Sunday" in de Nederlandse Top 40 - binnen: 21-09-1985 | "Sunday Bloody Sunday" in de Nederlandse Top 40 - binnen: 21-09-1985 | "Sunday Bloody Sunday" in de Nederlandse Top 40 - binnen: 21-09-1985 | "Sunday Bloody Sunday" in de Nederlandse Top 40 - binnen: 21-09-1985 | "Sunday Bloody Sunday" in de Nederlandse Top 40 - binnen: 21-09-1985 | "Sunday Bloody Sunday" in de Nederlandse Top 40 - binnen: 21-09-1985 | "Sunday Bloody Sunday" in de Nederlandse Top 40 - binnen: 21-09-1985 | "Sunday Bloody Sunday" in de Nederlandse Top 40 - binnen: 21-09-1985 | "Sunday Bloody Sunday" in de Nederlandse Top 40 - binnen: 21-09-1985 | "Sunday Bloody Sunday" in de Nederlandse Top 40 - binnen: 21-09-1985 | "Sunday Bloody Sunday" in de Nederlandse Top 40 - binnen: 21-09-1985 | "Sunday Bloody Sunday" in de Nederlandse Top 40 - binnen: 21-09-1985 |
| Week                                                                 | 1                                                                    | 2                                                                    | 3                                                                    | 4                                                                    | 5                                                                    | 6                                                                    | 7                                                                    | 8                                                                    | 9                                                                    | 10                                                                   | 11                                                                   |                                                                      |
| -------------------------------------------------------------------- | -------------------------------------------------------------------- | -------------------------------------------------------------------- | -------------------------------------------------------------------- | -------------------------------------------------------------------- | -------------------------------------------------------------------- | -------------------------------------------------------------------- | -------------------------------------------------------------------- | -------------------------------------------------------------------- | -------------------------------------------------------------------- | -------------------------------------------------------------------- | -------------------------------------------------------------------- | -------------------------------------------------------------------- |
| Nummer                                                               | 34                                                                   | 22                                                                   | 13                                                                   | 9                                                                    | 4                                                                    | 3                                                                    | 4                                                                    | 5                                                                    | 9                                                                    | 14                                                                   | 26                                                                   | uit                                                                  |

### Nationale Hitparade
| "Sunday Bloody Sunday" in de Nationale Hitparade - binnen: 25-09-1985 | "Sunday Bloody Sunday" in de Nationale Hitparade - binnen: 25-09-1985 | "Sunday Bloody Sunday" in de Nationale Hitparade - binnen: 25-09-1985 | "Sunday Bloody Sunday" in de Nationale Hitparade - binnen: 25-09-1985 | "Sunday Bloody Sunday" in de Nationale Hitparade - binnen: 25-09-1985 | "Sunday Bloody Sunday" in de Nationale Hitparade - binnen: 25-09-1985 | "Sunday Bloody Sunday" in de Nationale Hitparade - binnen: 25-09-1985 | "Sunday Bloody Sunday" in de Nationale Hitparade - binnen: 25-09-1985 | "Sunday Bloody Sunday" in de Nationale Hitparade - binnen: 25-09-1985 | "Sunday Bloody Sunday" in de Nationale Hitparade - binnen: 25-09-1985 | "Sunday Bloody Sunday" in de Nationale Hitparade - binnen: 25-09-1985 | "Sunday Bloody Sunday" in de Nationale Hitparade - binnen: 25-09-1985 | "Sunday Bloody Sunday" in de Nationale Hitparade - binnen: 25-09-1985 | "Sunday Bloody Sunday" in de Nationale Hitparade - binnen: 25-09-1985 | "Sunday Bloody Sunday" in de Nationale Hitparade - binnen: 25-09-1985 |
| Week                                                                  | 1                                                                     | 2                                                                     | 3                                                                     | 4                                                                     | 5                                                                     | 6                                                                     | 7                                                                     | 8                                                                     | 9                                                                     | 10                                                                    | 11                                                                    | 12                                                                    | 13                                                                    |                                                                       |
| --------------------------------------------------------------------- | --------------------------------------------------------------------- | --------------------------------------------------------------------- | --------------------------------------------------------------------- | --------------------------------------------------------------------- | --------------------------------------------------------------------- | --------------------------------------------------------------------- | --------------------------------------------------------------------- | --------------------------------------------------------------------- | --------------------------------------------------------------------- | --------------------------------------------------------------------- | --------------------------------------------------------------------- | --------------------------------------------------------------------- | --------------------------------------------------------------------- | --------------------------------------------------------------------- |
| Nummer                                                                | 23                                                                    | 5                                                                     | 3                                                                     | 5                                                                     | 5                                                                     | 5                                                                     | 6                                                                     | 11                                                                    | 18                                                                    | 24                                                                    | 26                                                                    | 30                                                                    | 41                                                                    | uit                                                                   |

### TROS Top 50
Hitnotering: 19-08-1985 t/m 21-11-1985 (laatste uitzending op Hilversun 3). Hoogste notering: #4 (3 weken).

### TROS Europarade
Hitnotering: 31-10-1985 t/m 14-11-1985. Hoogste notering: #34 (1 week).

### NPO Radio 2 Top 2000
| Nummer met noteringen in de NPO Radio 2 Top 2000 | '99 | '00 | '01 | '02 | '03 | '04 | '05 | '06 | '07 | '08 | '09 | '10 | '11 | '12 | '13 | '14 | '15 | '16 | '17 | '18 | '19 | '20 | '21 | '22 | '23 | '24 |
| ------------------------------------------------ | --- | --- | --- | --- | --- | --- | --- | --- | --- | --- | --- | --- | --- | --- | --- | --- | --- | --- | --- | --- | --- | --- | --- | --- | --- | --- |
| Sunday Bloody Sunday                             | 18  | 13  | 31  | 24  | 37  | 29  | 39  | 41  | 65  | 41  | 57  | 55  | 66  | 55  | 62  | 62  | 57  | 49  | 47  | 69  | 61  | 52  | 61  | 75  | 69  | 64  |

1. ↑  Een vetgedrukt getal geeft de hoogste notering aan.

## Coverversies
Sunday Bloody Sunday is door veel verschillende artiesten gecoverd, in veel verschillende muziekstijlen. De versie van Phil Coulter uit 1990 staat in groot contrast met het origineel door de veel “zachtere” instrumenten waaronder een pianomelodie. Richard Cheese & Lounge Against the Machine nam in 2005 een mamboversie op, die het gebruik van de Spaanse taal op U2’s single Vertigo parodieerde.
Misschien is de meest bekende cover wel de versie uit 2005, toen dj RX een videoclip maakte waarin de woorden van de Amerikaanse President George W. Bush zijn gemonteerd zodat het net lijkt alsof hij het nummer zingt.

## Live
U2 heeft Sunday Bloody Sunday meer dan 600 keer live gespeeld. De eerste keer was in december 1982, tijdens de Pre-War Tour. De band was behoorlijk nerveus omdat de show in Noord-Ierland plaatsvond. Toen Bono het nummer introduceerde bij het publiek, zei hij erbij het nooit meer te spelen als het publiek het niet goed vond. Het publiek vond het nummer juist wél goed; The Edge vertelde later dat iedereen compleet gek werd, iedereen was positief. Desondanks bleef Bono het nummer introduceren met de woorden “dit is géén protestlied, dit is Sunday Bloody Sunday!”
Ook tijdens de Unforgettable Fire Tour in 1984-1985 en de Joshua Tree Tour in 1987, was Sunday Bloody Sunday het middelpunt van elk concert. Ook werd het nummer ten gehore gebracht op Live Aid in het Wembley Stadion in Londen, op zaterdag 13 juli 1985.
Na de Joshua Tree Tour zei Bono dat U2 het nummer misschien nooit meer zou spelen, omdat het niet beter kon dan hun optreden in Denver. Daarom werd het nummer niet gespeeld tijdens hun Lovetown Tour in 1989. Toch was het nummer er tijdens de Zoo TV Tour weer bij, en ook in de tweede helft van de Popmart Tour (1997-1998) kwam Sunday Bloody Sunday voorbij.
Tijdens elk concert van de Elevation (2001) en Vertigo (2005-’06) tours, werd het nummer gespeeld. Tijdens de "30 Years Joshua Tree - Tour" is Sunday Bloody Sunday het openingsnummer van het concert.

## Videoclip
Omdat er nooit een videoclip gemaakt is voor de originele uitgave, gebruikte U2 opnames van hun liveconcert op 5 juni 1983 in het Red Rocks Amphitheatre te Colorado. In de clip wordt de nadruk gelegd op de intensiteit en emoties van het publiek. In 2004 verkoos het tijdschrift Rolling Stone het optreden tot een van de vijftig momenten die de geschiedenis van de rock hadden veranderd. In Nederland werd de videoclip destijds (najaar 1985) op televisie uitgezonden door de popprogramma's AVRO's Toppop, Countdown van Veronica en Popformule van de TROS.